# لوپینگین
| سامانه   | ردیف       | اشکوب       | سن (میلیون سال پیش) |
| -------- | ---------- | ----------- | ------------------- |
| تریاس    | پیشین      | ایندوئن     | → پس از آن          |
| پرمین    | لوپینجین   | چانگسینگین  | ۲۵۲٫۲–۲۵۴٫۱         |
| پرمین    | لوپینجین   | ووچیاپینگین | ۲۵۴٫۱–۲۵۹٫۸         |
| پرمین    | گوادالوپین | کاپیتانین   | ۲۵۹٫۸–۲۶۵٫۱         |
| پرمین    | گوادالوپین | ووردین      | ۲۶۵٫۱–۲۶۸٫۸         |
| پرمین    | گوادالوپین | رودین       | ۲۶۸٫۸–۲۷۲٫۳         |
| پرمین    | سیسورالین  | کونگورین    | ۲۷۲٫۳–۲۸۳٫۵         |
| پرمین    | سیسورالین  | آرتینسکین   | ۲۸۳٫۵–۲۹۰٫۱         |
| پرمین    | سیسورالین  | ساکمارین    | ۲۹۰٫۱–۲۹۵٫۰         |
| پرمین    | سیسورالین  | آسلین       | ۲۹۵٫۰–۲۹۸٫۹         |
| کربونیفر | پنسیلوانین | گژلین       | → پیش از آن         |

لوپینگین (انگلیسی: Lopingian) در مقیاس زمانی زمین‌شناسی بالاترین ردیف یا واپسین دور از دوره پرمین از دوران دیرینه‌زیستی از ابردوران پیدازیستی است.
نام لوپینگین از لپینگ واقع در جیانگشی کشور چین گرفته شده و بازه زمانی ۰٫۴ ± ۲۵۹٫۸ تا ۰٫۵ ± ۲۵۹٫۱ میلیون سال پیش را در بر می‌گیرد و با رویداد انقراض پرمین-تریاس پایان یافت.
لوپینگین آخرین ردیف یا دور دوران دیرینه‌زیستی است و در ستون چینه‌شناسی پس از دور گوادالوپین و پیش از تریاس پیشین (از دوران میانه‌زیستی) جای دارد و اغلب به نام غیررسمی پرمین پسین یا پرمین بالایی نیز خوانده می‌شود.در این دوره تریلوبیت ها از بین رفتند!